# الجيرونديون

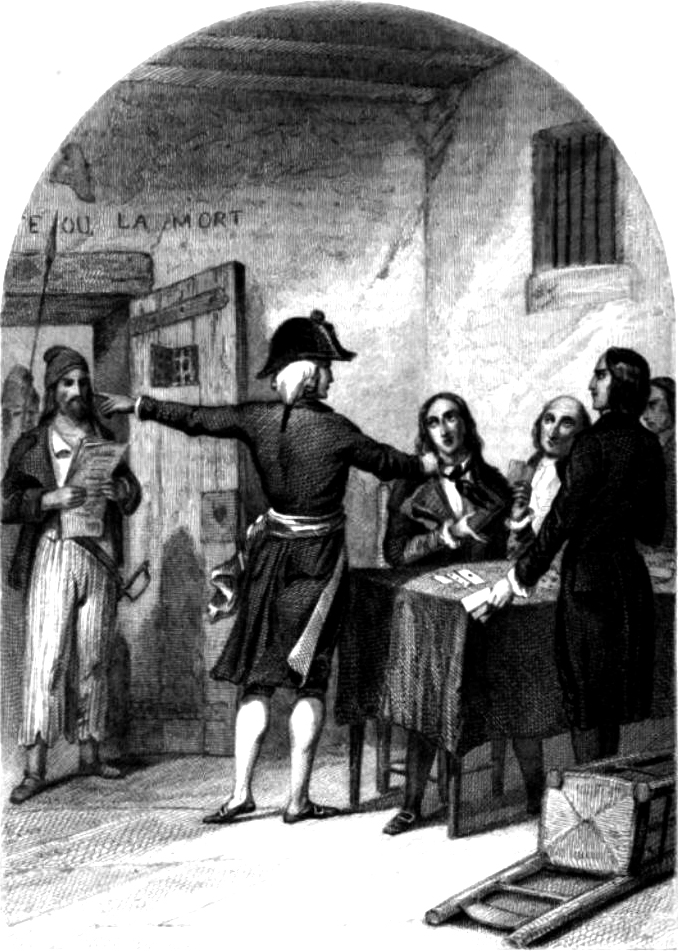
الجيرونديون في سجن لافورس بعد إلقاء القبض عليهم · حفر من خشب عام 1845م

الجيرونديون أعضاء حزب سياسي نشأ أثناء الثورة الفرنسية ·
وجاءت تسمية الحزب بهذا الاسم لأن معظم القادة المُنَظمين له ينتمون لمقاطعة جيروند ·
والجيرونديون جموريون ، ويمثلون البراجوزَّية ( الطبقة المتوسطة ) ، ويؤمنون بالملكية الخاصة ·
ويخشون من سيطرة نوّاب باريس على فرنسا كلها ، ومن أشهر أعضاء نوّاب باريس : جان بول مارا وجورج دانتون وروبسبير ·
كما كانوا يفضِّلون التًخلص من الملكية في فرنسا وإنشاء جمهورية فدرالية ·
وأهم شخصتين من الجيرونديين هما :
جاك بيير بريسو دي وارفيلي ·
جان ماري رولان دلا بلاتيير ·
جاء الجيرونديون إلى الحكم بناء على دستور الجمهورية عام 1791م ·
وفي شهر يونيو من عام 1793م أجبرت مظاهرة من عامة الناس في باريس المؤتمر المحلي على إزاحة وأعتقال الجيرونديين ، وبسبب الحملة ضد الجيرونديين هرب العديد من قادتهم إلى نورماندي حيث اعتادو عقد اجتماعات سرية ·
وقعت الحكومة تحت سيطرة اليعاقبة وهم الجمهوريون يؤمنون بسيطرة باريس ·

## الجيرونديون في المحكمة

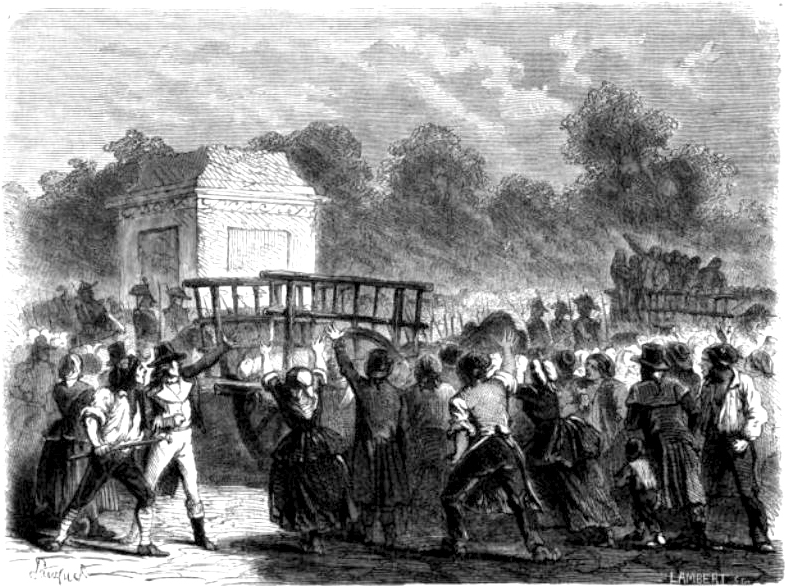
إعدام الجيرونديين · حفر من خشب عام 1862م

تم إعدام العديد من الجيرونديين بالمقصلة أثناء عهد الأرهاب في الثورة الفرنسية ، ولم يعد يمثلون قوة ، بل لم يعد لهم وجود يذكر في فرنسا ·

## الهامش
تحوي هذه المقالة معلومات مترجمة من الطبعة الحادية عشرة لدائرة المعارف البريطانية لسنة 1911م وهي الآن تحت إطار الملكية العامة .